# Rainey Qualley
Rainey Qualley (sinh ngày 11 tháng 3 năm 1989) là một nữ diễn viên và ca sĩ người Mỹ. Cô xuất hiện lần đầu trong bộ phim năm 2012 Mighty Fine. Cô được biết đến nhiều nhất với âm nhạc mà cô ấy phát hành dưới tên Rainsford.

## Tiểu sử
Rainey Qualley sinh ngày 11 tháng 3 năm 1989 (hoặc 1990) tại Thành phố New York nhưng lớn lên ở Bắc Carolina. Cô là con gái của nữ diễn viên kiêm người mẫu Andie MacDowell, và người mẫu, nhạc sĩ, nhà thầu và chủ trang trại Paul Qualley. Cô có hai anh chị em: một anh trai - Justin và một em gái, nữ diễn viên kiêm người mẫu Margaret Qualley.

## Sự nghiệp
Qualley xuất hiện lần đầu với tư cách Hoa hậu Quả cầu vàng năm 2012. Cùng năm đó, cô đóng vai chính trong Mighty Fine, diễn cùng với mẹ cô là Andie MacDowell, do Debbie Goodstein đạo diễn. Năm 2014, Qualley đóng vai chính trong Falcon Song do Jason Corgan Brown đạo diễn. Năm 2015, Qualley làm khách mời trong một tập của Mad Men. Năm 2018, Qualley đóng vai chính trong Perfect của đạo diễn Eddie Alcazar. Cô xuất hiện với tư cách khách mời trong Băng cướp thế kỷ: Đẳng cấp quý cô. Qualley sẽ đóng vai chính tiếp theo trong The Shuroo Process của đạo diễn Emrhys Cooper.
Qualley phát hành và viết nhạc dưới cái tên Rainsford.
Năm 2016, cô phát hành ca khúc "Too Close". Năm 2017, cô cho ra mắt ca khúc "Rendezvous". Năm 2018, Rainsford phát hành đĩa mở rộng đầu tay Emotional Support Animal. Năm 2019, Rainsford phát hành hai ca khúc "Passionate" và "Open Open". Năm 2020, Rainsford phát hành hai bài hát "2 Cents" và "Crying in the Mirror". Rainsford hợp tác với Twin Shadow trong hai bài hát trong album phòng thu thứ tư của anh ấy.

## Danh sách phim

### Phim điện ảnh
| Năm  | Tên phim                          | Vai diễn         | Lưu ý     |
| ---- | --------------------------------- | ---------------- | --------- |
| 2012 | Mighty Fine                       | Maddie Fine      |           |
| 2014 | Pink & Baby Blue                  | Cô gái đứng quầy | Phim ngắn |
| 2014 | Falcon Song                       | Sarah Lou        |           |
| 2016 | No Other Like You                 |                  |           |
| 2018 | Perfect                           | Perl             |           |
| 2018 | Băng cướp thế kỷ: Đẳng cấp quý cô |                  |           |
| 2019 | Samice                            |                  | Phim ngắn |
| 2021 | Ultrasound                        | Katie            |           |
| 2022 | Shut In                           | Jessica          |           |
| TBA  | The Shuroo Process                | Nadia            | Hậu kỳ    |
| TBA  | The Daylong Brothers              | Frankie          | Hậu kỳ    |

### Phim truyền hình
| Năm  | Tên phim                   | Vai diễn | Lưu ý                         |
| ---- | -------------------------- | -------- | ----------------------------- |
| 2015 | Mad Men                    | Cindy    | Tập: "Severance"              |
| 2020 | Love in the Time of Corona | Elle     | Loạt phim giới hạn, vai chính |

## Đĩa hát

### Album
- Turn Down the Lights (2015)
- Emotional Support Animal (2018)

### Đĩa đơn
- "Me and Johnny Cash" (2015)
- "Too Close" (2016)
- "Rendezvous" (2017)
- "Somewhere Else" (2018)
- "Passionate" (2019)
- "Open Open" (2019)
- "2 Cents" (2020)
- "Crying in the Mirror" (2020)
- "Oh My God" (2020)
- "Love Me Like You Hate Me" (2020)

### Kết hợp với Khách mời
| Tên bài hát   | Năm  | Người kết hợp(s) | Album                 |
| ------------- | ---- | ---------------- | --------------------- |
| "Brace"       | 2018 | Twin Shadow      | Caer                  |
| "Sympathy"    | 2018 | Twin Shadow      | Caer                  |
| "My Margaret" | 2020 | by.ALEXANDER     | 000 CHANNEL BLACK     |
| "Mille Cose"  | 2021 | Mecna            | Mentre Nessuno Guarda |